# Ятапа
Ята́па (Alectrurus) — рід горобцеподібних птахів родини тиранових (Tyrannidae). Представники цього роду мешкають в Південній Америці.

## Таксономія і систематика
Молекулярно-генетичне дослідження, проведене Телло та іншими в 2009 році дозволило дослідникам краще зрозуміти філогенію родини тиранових. Згідно із запропонованою ними класифікацією, рід Ятапа (Alectrurus) належить до родини тиранових (Tyrannidae), підродини віюдитиних (Fluvicolinae) і триби Fluvicolini. До цієї триби систематики відносять також роди Курета (Myiophobus), Тиранчик-короткодзьоб (Sublegatus), Патагонський пітайо (Colorhamphus), Пітайо (Ochthoeca), Вогнистий москверо (Pyrocephalus), Віюдита (Fluvicola), Білоголова віюдита (Arundinicola), Ятапа-стернохвіст (Gubernetes),  і Тиран-ножицехвіст (Muscipipra).

### Види
Виділяють два види:
- Ятапа щіткохвоста (Alectrurus tricolor)
- Ятапа вимпелохвоста (Alectrurus risora)

## Етимологія
Наукова назва роду Alectrurus походить від сполучення слів дав.-гр. αλεκτρυων — півник і ουρα — хвіст.